# Ненависть (фильм, 1995)
«Ненависть» (фр. La Haine) — французский чёрно-белый художественный фильм 1995 года, написанный, смонтированный и снятый Матьё Кассовицем. Главные роли исполняют Венсан Кассель, Юбер Кунде и Саид Тагмауи.
Фильм рассказывает о сутках из жизни трёх друзей из бедного иммигрантского квартала в пригороде Парижа. Название фильма происходит от фразы, произнесенной одним из них, Юбером — «Ненависть порождает ненависть».
Три национальных премии «Сезар», включая за лучший фильм года, приз Каннского кинофестиваля за лучшую режиссёрскую работу (Матьё Кассовиц). Картина стабильно входит в список 250 лучших фильмов всех времён по версии IMDb.

## Сюжет
Фильм открывается монтажом новостных кадров о городских беспорядках в пригороде коммуны Шантелу-ле-Винь под Парижем. Местный житель Абдель Ичаха находится в реанимации, получив тяжелые ранения при задержании полицией. В ходе последовавших беспорядков осаждается местный полицейский участок, а один из полицейских теряет свой револьвер. В фильме показаны примерно двадцать часов из жизни трёх друзей Абделя, молодых людей из семей иммигрантов, в период после беспорядков.
Винц — молодой еврей с агрессивным характером, желающий отомстить за Абделя, питает лютую ненависть ко всем полицейским и тайно изображает в зеркале в ванной Трэвиса Бикла из «Таксиста». Юбер — афро-французский боксёр и мелкий наркоторговец, который жаждет покинуть пригород в поисках лучшей жизни и отказывается провоцировать полицию, хотя его боксёрский зал был сожжен во время беспорядков. Саид — молодой мусульманин из Северной Африки, который играет роль посредника между Винцем и Юбером.
Они втроём ведут бесцельный образ жизни, часто оказываясь под пристальным вниманием полиции. После того, как полиция срывает сбор на крыше дома, друзья сидят без дела на детской площадке. Винц рассказывает им, что нашел потерянный во время беспорядков револьвер и планирует использовать его, чтобы убить полицейского, если Абдель умрёт. Хотя Юбер не одобряет этого, Винц тайно берет револьвер с собой. Они идут навестить Абделя в больнице, но их не пускает полиция. Саида арестовывают после их агрессивного отказа уйти. Позже его освобождают при помощи знакомого полицейского.
После разногласий между Винцем и Юбером по поводу их взглядов на полицию и насилие, они расходятся. Саид сопровождает Винца, а Юбер ненадолго возвращается к себе домой. Они воссоединяются на очередном сборе в пригороде, но ситуация быстро становится беспокойной, когда брат Абделя пытается в отместку убить полицейского. Происходит столкновение с полицией, и группа друзей едва успевает скрыться после того, как Винц едва не стреляет в офицера. Они едут на поезде в Париж, где их реакция на горожан приводит к тому, что некоторые ситуации перерастают в опасные конфликты. В общественном туалете мужчина, переживший ГУЛАГ, рассказывает им о своем друге, который отказался публично облегчиться рядом с их поездом и впоследствии замерз насмерть, не сумев догнать поезд. Троица недоумевает по поводу смысла этой истории.
Затем они идут к Астериксу, потребителю кокаина, который задолжал Саиду деньги, что приводит к конфликту, когда он пытается заставить Винца сыграть в русскую рулетку. Они сталкиваются с полицейскими-садистами в штатском, которые арестовывают Саида и Юбера, а Винц убегает. Полицейские словесно и физически издеваются над друзьями и задерживают их до поздней ночи, в результате чего все трое опаздывают на последний поезд с вокзала Сен-Лазар и проводят ночь на улице.
После того, как их выгнали из художественной галереи и они безуспешно пытались угнать машину, они ночуют в торговом центре и узнают из новостей, что Абдель умер. Они отправляются на крышу, где оскорбляют скинхедов и полицейских, а затем сталкиваются с той же группой скинхедов, которые начинают жестоко избивать Саида и Юбера. Винц разнимает драку, размахивая пистолетом и захватывает одного из скинхедов. План казнить скинхеда срывается из-за неготовности Винца идти до конца, и, подстрекаемый Юбером, он вынужден признать, что его образ бессердечного гангстера не отражает его истинную сущность. Винц позволяет скинхеду бежать.
Рано утром троица возвращается домой, и Винц отдает пистолет Юберу. Винц и Саид сталкиваются с офицером в штатском, которого Винц оскорбил ранее, находясь с друзьями на крыше. Офицер хватает Винца и угрожает ему, пугая заряженным пистолетом, приставленным к голове. Юбер бросается на помощь, но пистолет офицера случайно выстреливает, убивая Винца. Когда Юбер и офицер направляют пистолеты друг на друга, а Саид закрывает глаза, раздается одиночный выстрел, не указывающий ни на то, кто стрелял, ни на то, кто мог быть ранен.

## В ролях
| Актёр             | Роль                |
| ----------------- | ------------------- |
| Венсан Кассель    | Винц                |
| Юбер Кунде        | Юбер                |
| Саид Тагмауи      | Саид                |
| Абдель Ахмед Гили | Абдель              |
| Франсуа Леванталь | Астерикс            |
| Венсан Линдон     | пьяный мужчина      |
| Петер Кассовиц    | покровитель галереи |
| Матьё Кассовиц    | захваченный скинхед |
| Карин Виар        | девушка в галерее   |

## Производство
Кассовиц рассказал, что идея пришла к нему, когда в 1993 году был застрелен молодой выходец Заира Макоме М’Боволе. Он был убит выстрелом в упор, когда находился под стражей в полиции и был прикован наручниками к батарее. Сообщается, что офицер был возмущён словами Макоме и угрожал ему, когда случайно выстрелил. Кассовиц начал писать сценарий 6 апреля 1993 года, в день, когда был застрелен М’Боволе. Он также был вдохновлен делом Малика Уссекина, 22-летнего студента-протестанта, который умер после того, как был сильно избит полицией после массовой демонстрации в 1986 году, в которой он не принимал участия. Смерть Уссекина также упоминается в начальной сцене фильма. Матье Кассовиц включил в фильм свой собственный опыт: он и его отец, участвовавшие в беспорядках, попали в несколько кадров начальной сцены.
Большая часть съемок проходила в парижском пригороде Шантелуп-ле-Винь. Для фильма были использованы непостановочные кадры беспорядков, снятые с 1986 по 1996 год. Чтобы снять фильм в этих местах, Кассовиц, съемочная группа и актёры переехали туда на три месяца до начала съемок, а также на время съемок. Из-за спорной тематики фильма семь или восемь местных групп запретили съемочной группе снимать на своей территории. Кассовиц был вынужден временно переименовать сценарий в «Городское право». Некоторые из актёров не были профессионалами, и в фильме много ситуаций, основанных на реальных событиях.

## Критика
На сайте-агрегаторе рецензий Rotten Tomatoes фильм имеет рейтинг одобрения 100 % на основе 33 рецензий со средней оценкой 8,2/10. Консенсус критиков сайта гласит: «Сильно бьющий и захватывающе эффективный, фильм „Ненависть“ представляет собой бескомпромиссный взгляд на давно назревшие социальные и экономические разногласия в Париже 1990-х годов». Кевин Томас из Los Angeles Times назвал фильм «грубым, жизненным и захватывающим». Венди Иде из The Times заявила, что «Ненависть» — «одно из самых взрывных и эффективных произведений городского кино, когда-либо созданных».

## Награды и номинации
Каннский кинофестиваль-1995
- Лучший режиссёр — Матьё Кассовиц (награда)[11]
- Выдвижение на «Золотую пальмовую ветвь» — Матьё Кассовиц[12]

Премия Европейской киноакадемии-1995
- Лучший молодёжный европейский фильм года — Матьё Кассовиц (награда)

Премия «Сезар»-1996:
- Лучший фильм — режиссёр Матьё Кассовиц (награда)
- Лучший монтаж — Матьё Кассовиц, Скотт Стивенсон (награда)
- Лучший продюсер — Кристоф Россиньон (награда)
- Лучший режиссёр — Матьё Кассовиц (номинация)
- Лучший актёр — Венсан Кассель (номинация)
- Лучший оригинальный или адаптированный сценарий — Матьё Кассовиц (номинация)
- Лучшая операторская работа — Пьер Аим (номинация)
- Лучший звук — Доминик Далмассо, Венсан Тюлли (номинация)
- Самый многообещающий актёр — Венсан Кассель (номинация)
- Самый многообещающий актёр — Юбер Кунде (номинация)
- Самый многообещающий актёр — Саид Тагмауи (номинация)

Премия «Люмьер»-1996
- Лучший фильм — режиссёр Матьё Кассовиц (награда)
- Лучший режиссёр — Матьё Кассовиц (награда)